# Volt-amper
În transportul și distribuția energiei electrice volt-amperul (scris mai demult și voltamper) este o unitate de măsură a puterii electrice aparente dintr-un sistem energetic de curent alternativ.

## Definiție și simboluri
Un volt-amper este puterea electrică aparentă pe care o schimbă un circuit electric la borne cu exteriorul său, în regim cvasistaționar, când tensiunea sa efectivă la borne este de 1 V, iar curentul de care este parcurs are valoarea efectivă 1 A.
Unitatea de măsură are simbolul VA,
Unitatea de măsură „VA” nu este descrisă explicit în broșura SI, dar este omogenă cu unitățile watt și var, prima făcând parte din Sistemul internațional de unități.

## Putere aparentă

Diagrama puterilor activă (P), reactivă (Q) și aparentă (S) în planul imaginar.

Dacă unei sarcini pur rezistive i se aplică o tensiune electrică alternativă, curentul alternativ prin sarcină va fi în fază cu tensiunea. Însă de obicei sarcinile nu sunt pur rezistive, ele pot conține componente reactive, ca inductanțe, capacități sau ambele. Acestea produc defazarea curentului față de tensiune, capacitățile îl defazează înainte (curentul precede tensiunea) iar inductanțele înapoi (tensiunea precede curentul).
În curent și tensiune sinusoidale cu aceeași frecvență produsul dintre tensiunea efectivă și curentul efectiv este puterea aparentă, (S în figura alăturată), care se măsoară în VA. Dacă această putere se reprezintă în planul complex, ea poate fi scrisă sub forma:
{\displaystyle S=P+jQ\,}
Unde {\displaystyle P\,} este puterea activă, {\displaystyle Q\,} este puterea reactivă, iar {\displaystyle j={\sqrt {-1}}\,} este simbolul unității imaginare (în electrotehnică este preferat simbolului {\displaystyle i\,}, cu care se notează intensitatea curentului).
Puterea aparentă este cea care încarcă rețeaua.

## Factorul de putere
O mărime strâns legată de puterea aparentă este factorul de putere. Prin definiție, factorul de putere este raportul dintre puterea activă și cea aparentă a sistemului. Pentru curent sinusoidal factorul de putere este egal cu cosinusul unghiului de defazaj:
{\displaystyle {\frac {P}{S}}=\cos \varphi \,}
În principiu, un sistem trebuie să funcționeze cu un factor de putere cât mai ridicat, pentru a minimiza pierderile și încărcările rețelei, cu condiția să fie asigurate tensiunile necesare funcționării.